# اچ‌ای‌تی-پی-۷
اچ‌ای‌تی-پی-۷ یک ستاره است که در صورت فلکی ماکیان قرار دارد.